# Hartwig Steenken
Hartwig Steenken (Twistringen, 23 juli 1943 – Hannover, 10 januari 1978) was een West-Duits ruiter, gespecialiseerd in springen. Steenken nam tweemaal deel aan de Olympische Zomerspelen en behaalde in zijn thuisland in 1972 de vierde plaats individueel en de gouden medaille in de landenwedstrijd. In juli 1977 was Steenken betrokken bij een auto-ongeluk waarbij hij in coma raakte en zes maanden later overleed.

## Resultaten
- Olympische Zomerspelen 1968 in Mexico-stad 26e individueel springen met Simona
- Olympische Zomerspelen 1972 in München 4e individueel springen met Simona
- Olympische Zomerspelen 1972 in München  landenwedstrijd springen met Simona

- Gemeinsame Normdatei: 1147241449
- Virtual International Authority File: 4002151247992144270001

1912: Lewenhaupt, Kilman, von Rosen ·
1920: König, von Rosen, Norling ·
1924: Thelning, Ståhle, Lundström ·
1928: Navarro, Álvarez, García ·
1936: Hasse, von Barnekow, Brandt ·
1948: Mariles, Uriza, Valdés ·
1952: White, Stewart, Llewellyn ·
1956: Winkler, Thiedemann, Lütke-Westhues ·
1960: Winkler, Thiedemann, Schockemöhle ·
1964: Schridde, Jarasinski, Winkler ·
1968: Day, Gayford, Elder ·
1972: Ligges, Wiltfang, Steenken, Winkler ·
1976: Parot, Rozier, Roguet, Roche ·
1980: Tsjoekanov, Poganovsky, Asmaje, Korolkov ·
1984: Fargis, Homfeld, Burr Howard, Smith ·
1988: Beerbaum, Brinkmann, Hafemeister, Sloothaak ·
1992: Raijmakers, Romp, Tops, Lansink ·
1996: Sloothaak, Nieberg, Kirchhoff, Beerbaum ·
2000: Beerbaum, Nieberg, Ehning, Becker ·
2004: Wylde, Ward, Madden, Kappler ·
2008: Ward, Kraut, Simpson, Madden ·
2012: Skelton, Maher, Brash, Charles ·
2016: Rozier, Staut, Bost, Leprévost ·
2020: von Eckermann, Baryard-Johnsson, Fredricson ·
2024: Maher, Charles, Brash